# Adalberto Flores
Adalberto Lanier Flores (Nacido en Humacao, Puerto Rico, el 4 de noviembre de 1986) es un lanzador de la Liga Venezolana de Béisbol Profesional (LVBP), para los Leones del Caracas.

## Carrera como beisbolista

### 2015-2016
Con 31 años de edad y 11 campañas de experiencia, fue relevista durante buena parte de su carrera, hasta que en la 2015-2016 fue pasado a la rotación a tiempo completo, con brillante resultado: desde entonces, su peor promedio de carreras limpias ha sido de 2.04, sin muchos ponches, pero con gran control.

### 2017-2018
En la zafra 2017-2018, por similares motivos, actuó en LIDOM con los Leones del Escogido. Brilló durante su experiencia en República Dominicana. En seis aperturas, puso 1.69 de efectividad y luego dejó 1.57 cuando se reportó a su club original. En total, tuvo marca de 5-0 en sus 10 presentaciones en pasada justa de la pelota invernal.
Los Leones del Caracas contrató al veterano lanzador boricua Adalberto Flores. Los Leones del Caracas recibieron  tres nuevos importados, incluyendo al pitcher puertorriqueño Adalberto Flores, cuya contratación se conoció al salir uniformado a la práctica de los melenudos en el estadio Universitario.
Flores, su compatriota Anthony García y el lanzador Anthony Marzi estrenaron la camiseta amarilla de los felinos, bajo el tibio sol capitalino y mientras sus nuevos compañeros se aprestaban a cumplir con su antepenúltima sesión preparatoria antes del Día Inaugural.
Flores es candidato a acompañar al zurdo en la rotación. Como él, es un abridor con dilatada experiencia, aunque este año no lanzó en circuitos de alta competencia.
Pertenece a los Cangrejeros de Santurce en el circuito de su país y vino con una autorización especial, al igual que García y otros boricuas, gracias a que la ronda eliminatoria de la Liga Roberto Clemente de Puerto Rico empezará con demora nuevamente.

### 2019
Adalberto Flores, llegó a las filas de los nueve veces campeones Bravos de Cidra en la continuación de los movimientos de la pretemporada 2019 del Béisbol Superior Doble A.
El canje de impacto involucra a cuatro equipos, cinco lanzadores y cinco jugadores de posición.
En la primera transacción, Flores pasó de los Mulos de Juncos a los Samaritanos de San Lorenzo por los también lanzadores Arturo Martoral y Ángel Joel Brito. Luego, de San Lorenzo fue cambiado junto al lanzador zurdo Ismael  Marcano a los Guardianes de Dorado por el receptor Félix Pipa Bruno, el guardabosque Nelson Cruz, el veterano receptor Orlando Mercado y el jugador del cuadro Jan Figueroa. Finalmente, fue enviado a los Bravos por el lanzador zurdo Juan Carlos Burgos y el derecho Antonio Portell.